# Tour of the Mongoose
Tour of the Mongoose è stato il terzo tour musicale della cantante colombiana Shakira, a supporto del quinto album in studio Laundry Service (2001).

## Antefatti e sviluppo
Il tour fu annunciato da Clear Chanel nel settembre 2002. Nel corso di una conferenza stampa, Shakira ha definito il tour uno show rock e divertente, affermando: «Non sto risparmiando alcuno sforzo per assicurarmi che questo tour sia il meglio che posso offrire ai miei fans. Ed ho intenzione di avere un forte spirito rock and roll, così potrete vedere uno show rock and roll, ma avrà tutte le sfumature e le sottigliezze di uno spettacolo che cerca di intrattenere». Nella stessa occasione ha spiegato il perché del nome del tour affermando: «Sono rimasta veramente colpita dalla mangusta, perché è un animale che può sconfiggere il serpente con un solo morso. Questo animale è come un miracolo vivente, per me, perché se c'è un animale sulla terra che può sconfiggere il serpente, una velenosa vipera, con un morso, penso che ci deve essere un modo per noi di sconfiggere, o di mordere il collo a tutto l'odio questo mondo, no? [...] Ho deciso di chiamare il mio tour così, perché credo che se tutti noi abbiamo dentro una piccola mangusta che può sconfiggere l'odio, il risentimento e il pregiudizio di tutti i giorni, probabilmente possiamo vincere la battaglia».. Il tour ha causato polemiche per quanto riguarda un video trasmesso durante le performance di Octavo día, definito troppo cruento, ma la cantante si è difesa affermando di voler sensibilizzare le persone contro la guerra, male che imperversa molti paesi compresa la Colombia.

## Scaletta

### Paesi anglofoni
1. Ojos así
2. Si te vas
3. Fool
4. Ciega, sordomuda
5. The One
6. Dude (Looks Like a Lady)
7. Back in Black (cover degli AC/DC)
8. Rules
9. Inevitable
10. Underneath Your Clothes
11. Estoy aquí
12. Octavo día
13. Ready for the Good Times
14. Un poco de amor
15. Poem to a Horse
16. Tú

Encore
1. Objection (Tango)
2. Whenever, Wherever (contiene elementi di Sahara Mix)

### Variazioni alla scaletta
Durante la tappa nei paesi ispanofoni, al posto di Fool, The One e Poem to a Horse, sono state eseguite ¿Dónde están los ladrones? e Te dejo Madrid. Objection (Tango) e  Whenever, Whereversono state sostituite dalle rispettive versioni in lingua spagnola.

## Date
| Data             | Città                | Paese           | Arena                             |
| Nord America     | Nord America         | Nord America    | Nord America                      |
| ---------------- | -------------------- | --------------- | --------------------------------- |
| 8 novembre 2002  | San Diego            | Stati Uniti     | San Diego Sports Arena            |
| 10 novembre 2002 | San Jose             | Stati Uniti     | Compaq Center at San Jose         |
| 12 novembre 2002 | Anaheim              | Stati Uniti     | Arrowhead Pond at Anaheim         |
| 13 novembre 2002 | Los Angeles          | Stati Uniti     | Staples Center                    |
| 15 novembre 2002 | El Paso              | Stati Uniti     | Don Haskins Center                |
| 16 novembre 2002 | El Paso              | Stati Uniti     | Don Haskins Center                |
| 20 novembre 2002 | New York             | Stati Uniti     | Madison Square Garden             |
| 22 novembre 2002 | Detroit              | Stati Uniti     | The Palace of Auburn Hills        |
| 24 November 2002 | Filadelfia           | Stati Uniti     | First Union Center                |
| 25 novembre 2002 | Uniondale            | Stati Uniti     | Nassau Veterans Memorial Coliseum |
| 27 novembre 2002 | Montréal             | Canada          | Bell Centre                       |
| 28 novembre 2002 | Toronto              | Canada          | Air Canada Centre                 |
| 30 novembre 2002 | Boston               | Stati Uniti     | Fleet Center                      |
| 2 dicembre 2002  | Miami                | Stati Uniti     | American Airlines Arena           |
| Europa           |                      |                 |                                   |
| 10 dicembre 2002 | Barcellona           | Spagna          | Palau Sant Jordi                  |
| 12 dicembre 2002 | Colonia              | Germania        | Kölnarena                         |
| 16 dicembre 2002 | Londra               | Regno Unito     | Wembley Arena                     |
| Nord America     |                      |                 |                                   |
| 18 gennaio 2003  | Chicago              | Stati Uniti     | United Center                     |
| 20 gennaio 2003  | Dallas               | Stati Uniti     | American Airlines Center          |
| 22 gennaio 2003  | Houston              | Stati Uniti     | Compaq Center                     |
| 23 gennaio 2003  | San Antonio          | Stati Uniti     | SBC Center                        |
| 25 gennaio 2003  | Las Vegas            | Stati Uniti     | Mandalay Bay Events Center        |
| 28 gennaio 2003  | Denver               | Stati Uniti     | Pepsi Center                      |
| 31 gennaio 2003  | Phoenix              | Stati Uniti     | America West Arena                |
| 2 febbraio 2003  | Oakland              | Stati Uniti     | The Arena at Oakland              |
| 5 febbraio 2003  | Laredo               | Stati Uniti     | Laredo Entertainment Center       |
| 6 febbraio 2003  | Laredo               | Stati Uniti     | Laredo Entertainment Center       |
| America Latina   |                      |                 |                                   |
| 8 febbraio 2003  | Guadalajara          | Messico         | Estadio Tres de Marzo             |
| 9 febbraio 2003  | Guadalajara          | Messico         | Estadio Tres de Marzo             |
| 11 febbraio 2003 | Monterrey            | Messico         | Auditorio Coca-Cola               |
| 12 febbraio 2003 | Monterrey            | Messico         | Auditorio Coca-Cola               |
| 14 febbraio 2003 | Città del Messico    | Messico         | Foro Sol                          |
| 15 febbraio 2003 | Città del Messico    | Messico         | Foro Sol                          |
| 19 febbraio 2003 | Panama               | Panama          | Figali Convention Center          |
| Nord America     |                      |                 |                                   |
| 23 febbraio 2003 | Albuquerque          | Stati Uniti     | Tingley Coliseum                  |
| 25 febbraio 2003 | El Paso              | Stati Uniti     | Don Haskins Center                |
| America Latina   |                      |                 |                                   |
| 28 febbraio 2003 | Quito                | Ecuador         | Estadio Olímpico Atahualpa        |
| 5 marzo 2003     | Lima                 | Perù            | Hipódromo de Monterrico           |
| 8 marzo 2003     | Santiago             | Cile            | Estadio Nacional de Chile         |
| 12 marzo 2003    | Bogotà               | Colombia        | Estadio El Campín                 |
| 15 marzo 2003    | Barranquilla         | Colombia        | Metropolitano                     |
| 22 marzo 2003    | San Juan             | Porto Rico      | Hiram Bithorn Stadium             |
| Europa           |                      |                 |                                   |
| 28 marzo 2003    | Parigi               | Francia         | Palais omnisports de Paris-Bercy  |
| 30 marzo 2003    | Vienna               | Austria         | Wiener Stadthalle                 |
| 31 marzo 2003    | Vienna               | Austria         | Wiener Stadthalle                 |
| 2 aprile 2003    | Zurigo               | Svizzera        | Hallenstadion                     |
| 4 aprile 2003    | Francoforte sul Meno | Germania        | Festhalle                         |
| 6 aprile 2003    | Monaco di Baviera    | Germania        | Olympiahalle                      |
| 10 aprile 2003   | Stoccolma            | Svezia          | Stockholm Globe Arena             |
| 13 aprile 2003   | Berlino              | Germania        | Max-Schmeling-Halle               |
| 14 aprile 2003   | Amburgo              | Germania        | Color Line Arena                  |
| 17 aprile 2003   | Milano               | Italia          | Fila Forum                        |
| 22 aprile 2003   | Anversa              | Belgio          | Sportpaleis                       |
| 22 aprile 2003   | Rotterdam            | Paesi Bassi     | The Ahoy                          |
| 25 aprile 2003   | Madrid               | Spagna          | Plaza de Toros de Las Ventas      |
| 27 aprile 2003   | Lisbona              | Portogallo      | Pavilhão Atlântico                |
| America Latina   |                      |                 |                                   |
| 1º maggio 2003   | Punta del Este       | Uruguay         | Conrad de Punta del Este          |
| 3 maggio 2003    | Buenos Aires         | Argentina       | River Plate Stadium               |
| 6 maggio 2003    | Santo Domingo        | Rep. Dominicana | Estadio Quisqueya                 |
| 8 maggio 2003    | Maracaibo            | Venezuela       | Estadio José Pachencho Romero     |
| 11 maggio 2003   | Caracas              | Venezuela       | Poliedro de Caracas               |